# Калиновка (Воловский район, Липецкая область)
Калиновка — деревня в Воловском районе Липецкой области России. Входит в состав Ломигорского сельсовета.

## География
Деревня находится в юго-западной части Липецкой области, в лесостепной зоне, в пределах восточных отрогов Среднерусской возвышенности, на правом берегу реки Кшень, на расстоянии примерно 14 километров (по прямой) к северо-северо-западу (NNW) от села Волово, административного центра района.
Климат умеренно континентальный с теплым летом и умеренно морозной зимой.
Часовой пояс
Деревня Калиновка, как и вся Липецкая область, находится в часовой зоне МСК (московское время). Смещение применяемого времени относительно UTC составляет +3:00.

## Население
| 2010 | 2012 |
| ---- | ---- |
| 0    | →0   |